# HMS Coventry (D118)
La HMS Coventry (D118) è stata un cacciatorpediniere lanciamissili della classe Type 42, l'ultimo del primo lotto. La costruzione venne compiuta dalla Cammell Laird. La HMS Coventry venne varata il 21 giugno 1974 ed entrò in servizio nel 1975.
Durante la sua vita operativa prese parte alla Guerra delle Falkland dove venne affondata con bombe da aerei Douglas A-4 Skyhawk argentini.

## Costruzione

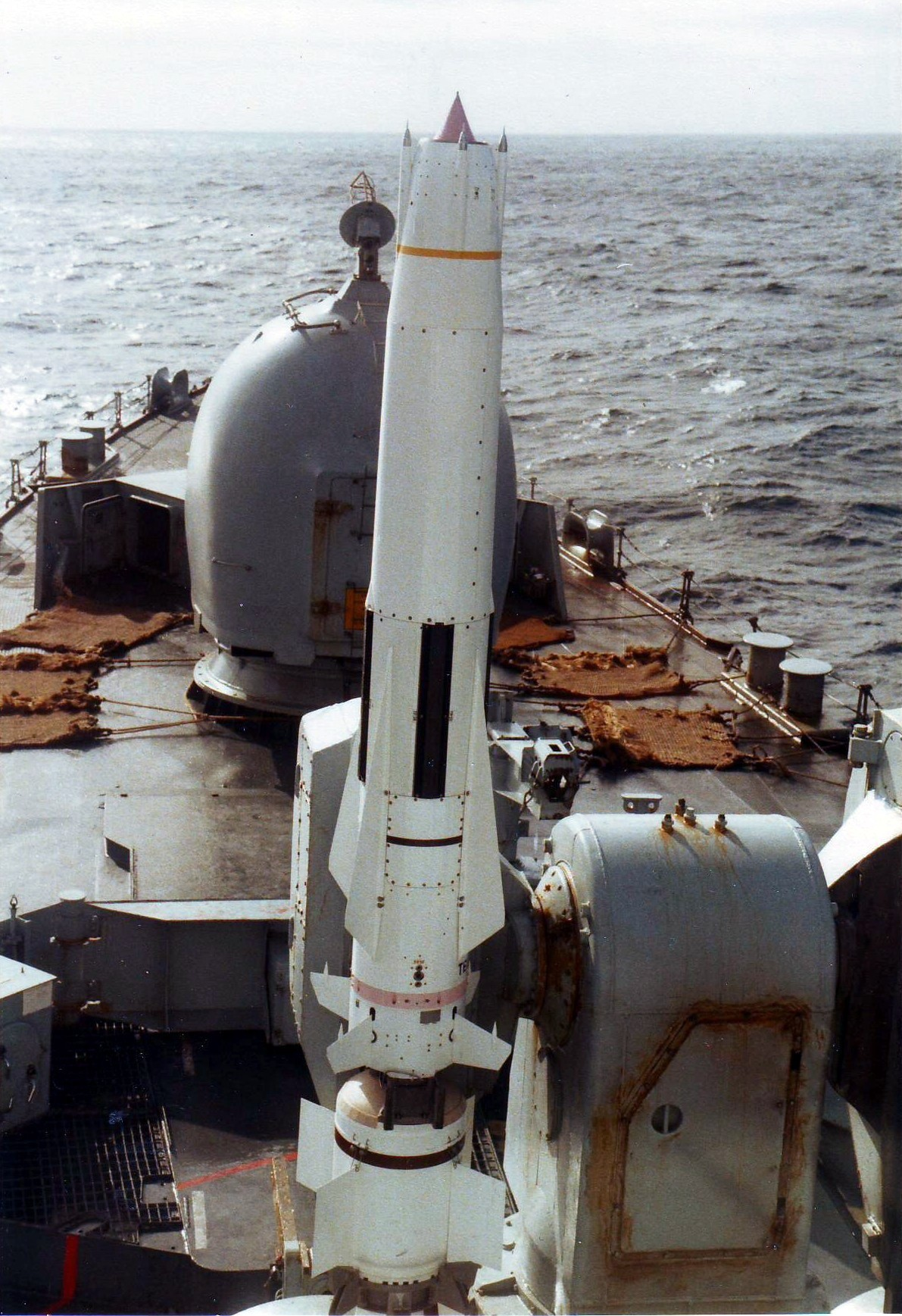
La rampa lanciamissili del sistema Sea Dart sulla HMS Cardiff, unità gemella

La Classe Type 42 (conosciuta anche come classe Sheffield dal nome dell'unità capoclasse), è stata costruita in tre lotti; il costo di queste navi fu di oltre 30 milioni di sterline, il doppio di quello che era stato preventivato inizialmente. La chiglia venne impostata il 6 novembre 1972 nei cantieri navali Vickers in Cumbria.
I cacciatorpediniere della classe Type 42 furono progettati come navi antiaeree e il loro armamento principale era rappresentato dal Sea Dart, un sistema missilistico mare-aria in grado di colpire bersagli distanti fino a 30 miglia nautiche, pari a 56 km. La nave era armata anche con un cannone navale Mark 8 da 114mm in grado di sparare proiettili da 21 kg a una distanza di 22 km.

## Storia

### I primi anni di servizio
Dal 1978, anno di entrata in servizio operativo, al 1982, la nave venne impegnata saltuariamente anche in missioni nell'Oceano Indiano, la cosiddetta Armilla Patrol. Inoltre vennero effettuate a bordo le prove di accettazione dell'allora nuovo elicottero Westland Lynx per testarne i limiti di sicurezza su un Type 42. Tra il 1981 e il 1982 la nave venne impegnata in varie esercitazioni nelle acque domestiche, l'ultima delle quali fu la Exercise Springtrain '82 in marzo 1982.

### La guerra delle Falkland
Il 2 aprile 1982, il territorio britannico d'oltremare delle Isole Falkland, venne invaso dalla vicina Argentina. Il regno Unito, distante 13.000 km, raggruppò e inviò un corpo di spedizione aeronavale che comprendeva portaerei, sottomarini e circa 7.000 soldati per riconquistare l'arcipelago. Il conflitto terminò a giugno con la sconfitta delle forze argentine.
Lo scoppio delle ostilità e l'ordine di mobilitazione trovarono la Coventry a Gibilterra durante una esercitazione della First Destroyer Flottilla della quale faceva parte, comandata dall'ammiraglio Woodward, e qui ricevette l'ordine di unirsi al gruppo navale diretto verso le Falklands. La nave, dopo l'affondamento della HMS Sheffield e il pesante danneggiamento della HMS Glasgow, rimase l'unica nave antiaerea della squadra pienamente operativa per vari giorni fino all'arrivo dei rinforzi.

Arrivate altre navi, compresi ulteriori Type 42, la Coventry comandata dal capitano David Hart Dyke venne scelta per provare una nuova tattica operativa, che prevedeva lo schieramento in posizione avanzata, in effetti un'esca, di due navi complementari per armamento e sensori di bordo, cioè un cacciatorpediniere Type 42 (con missili e radar di scoperta aerea a lungo raggio) e una fregata Type 22, dotata di missili Sea Wolf e radar di tiro per la difesa ravvicinata; la coppia veniva ufficiosamente definita Type 64 dalla somma dei tipi delle due navi. Due coppie, una delle quali formata dalla HMS Coventry e dalla HMS Broadsword vennero schierate lontano dal gruppo navale, e quella del Coventry vicino alla costa a nord-ovest del Falkland Sound, il canale tra le due isole principali; la vicinanza alla terraferma però penalizzò l'efficacia del radar di tiro dei missili Sea Dart a lungo raggio.

## Destino finale

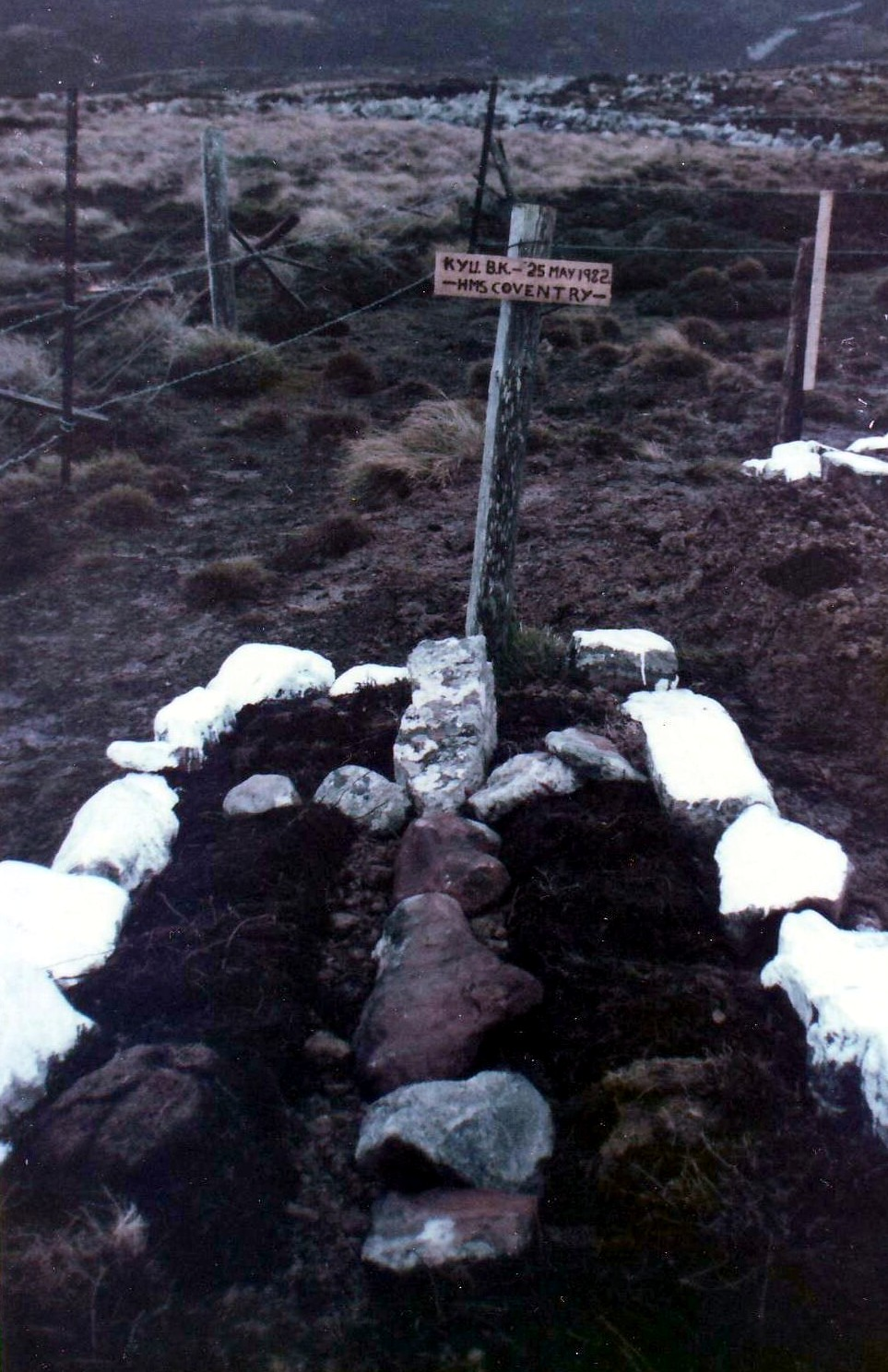
La tomba dell'addetto civile alla lavanderia Kye Ben Kwo nella Baia di Ajax

Il 25 maggio, durante lo schieramento in posizione avanzata, la Fuerza Aérea Argentina montò un attacco in grande stile anche per questioni di immagine legate al giorno dell'indipendenza nazionale, e varie incursioni di aerei di attacco flagellarono la zona dello sbarco a San Carlos, la flotta posta a circa 100 miglia ad est delle isole; due fregate poste a difesa della baia, la HMS Ardent e la HMS Antelope, vennero affondate dalle incursioni dei cacciabombardieri A4 argentini, e la portacontainer Atlantic Conveyor con un carico di elicotteri e materiale bellico venne affondata da uno degli ultimi missili Exocet a disposizione dei Super Etendard della Aviación Naval argentina. All'inizio la combinazione Type 64 funzionò e un paio di aerei venne abbattuto dai Sea Dart, un A-4B Skyhawk con matricola C-244 del Grupo 5 a nord di Pebble Island, col pilota Capitán Hugo Angel del Valle Palaver ucciso, e poco dopo il FAA A-4C Skyhawk con matricola C-304 del Grupo 4 de Caza, il cui pilota si eiettò ma non venne recuperato. Successivamente la coppia venne attaccata da due ondate di due A4 distanziate di 90 secondi, che volavano così basso da confondersi con la terraferma per il radar di designazione bersagli Type 992Q; la prima coppia attaccò la Broadsword con bombe da 1000 libbre (445 kg) una della quale la colpì distruggendo l'hangar e l'elicottero di bordo, anche perché il sistema Sea Wolf della nave, appena uscita dalle prove in mare, si bloccò nell'ingaggiare gli aerei. La seconda ondata attaccò sempre a bassa quota e la Coventry manovrò per mettersi con la prua verso gli attaccanti in modo da dare campo di tiro al suo cannone da 114 mm, ma così facendo si interpose tra gli attaccanti e la Broadsword che nel frattempo aveva riavviato il suo sistema Sea Wolf. Venne lanciato anche un Sea Dart senza soluzione su un bersaglio per distrarre gli attaccanti e fatto fuoco con tutte le armi di bordo; uno dei cannoni Oerlikon da 20mm si inceppò e alla fine due bombe da 1000 libbre colpirono la nave a sinistra sotto la linea di galleggiamento tra le due sale motori (i locali più vasti della nave), determinandone lo sbandamento e il capovolgimento. La nave in preda alle fiamme venne abbandonata in venti minuti dall'equipaggio con 19 morti e 30 feriti ma rimase a galla. Per prevenire una sua eventuale ispezione da parte argentina, venne inviato un Sea Harrier per completarne l'affondamento, ma l'aereo arrivato sul luogo non trovò il relitto che nel frattempo era affondato.

## Tributo
Il comandante della nave, capitano David Hart Dyke, scrisse il libro Four Weeks in May: The Loss of HMS Coventry, che venne adattato dalla BBC nel documentario Sea of Fire, con sequenze drammaticizzate, pubblicato nel giugno 2007. Sommozzatori della Royal Navy recuperarono alcune apparecchiature e cimeli personali oltre alla Croce di Chiodi, reliquia che era stata donata alla nave dalla cattedrale di Coventry. Una nuova HMS Coventry, fregata del secondo lotto della classe Type 22, venne battezzata con questo nome e portò la bandiera da combattimento recuperata dal relitto, che è protetto come cimitero di guerra.